# Lagrangeova interpolace

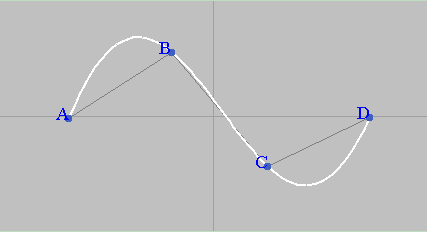
Příklad užití Lagrangeova polynomu pro interpolaci čtyř bodů

Chceme-li interpolovat funkci, která je dána svými hodnotami v {\displaystyle n+1}
bodech {\displaystyle x_{i}}, {\displaystyle i=0,1,...,n} (body {\displaystyle x_{i}} nazýváme uzly interpolace), a tedy požadujeme, aby hledaná funkce procházela zadanými body, můžeme použít interpolaci Lagrangeovým interpolačním polynomem. Interpolační funkce nám potom poslouží k získání polynomu procházejícím všemi body na intervalu {\displaystyle <x_{0},x_{n}>}.
Máme-li zadány hodnoty funkce {\displaystyle f} v {\displaystyle n+1} různých bodech, tzn. máme zadáno {\displaystyle n+1} tzv. interpolačních podmínek pro polynom, je zřejmé, že stupeň hledaného polynomu bude {\displaystyle n}.
Lze ukázat, že mezi všemi polynomy nejvýše {\displaystyle n}-tého stupně existuje právě jeden, který je interpolačním polynomem pro zadanou funkci. Pro určení interpolačního polynomu existuje několik postupů, ale je třeba si uvědomit, že pro zadanou funkci všechny postupy určí stejný polynom.
Lagrangeův interpolační polynom je jedním ze známějších a také snadných způsobů interpolace funkce zadané pouze v diskrétních bodech.
Nechť tedy máme dáno {\displaystyle n+1} bodů, přes které funkce prochází. Pak můžeme pomocí rovnice popsané ve Wikiknihách nalézt interpolační funkci, která se původní rovnici snaží co nejvíce přiblížit.

## Konstrukce Lagrangeova interpolačního polynomu
Konstrukce Lagrangeova interpolačního polynomu:
Známe-li {\displaystyle (n+1)} uzlových bodů {\displaystyle x_{0}\cdots x_{n}} a jim odpovídající funkční hodnoty {\displaystyle f(x_{0})\cdots f(x_{n})}, sestavíme Lagrangeův interpolační polynom {\displaystyle L_{n}(x)} n-tého řádu následovně:
{\displaystyle L_{n}(x)=P_{0}(x)+\cdots +P_{n}(x)=f(x_{0})\ell _{0}(x)+\cdots +f(x_{n})\ell _{n}(x)},
kde {\displaystyle P_{i}(x)} jsou pomocné polynomy a pro {\displaystyle \ell _{i}(x)} platí:
{\displaystyle \ell _{i}(x_{j})={\begin{cases}1&{\text{pro }}i=j\\0&{\text{pro }}i\neq j\end{cases}}}
Tyto podmínky splňuje polynom:
{\displaystyle \ell _{i}(x)=\prod _{\begin{smallmatrix}0\leq m\leq n\\m\neq i\end{smallmatrix}}{\frac {x-x_{m}}{x_{i}-x_{m}}}={\frac {(x-x_{0})}{(x_{i}-x_{0})}}\cdots {\frac {(x-x_{i-1})}{(x_{i}-x_{i-1})}}{\frac {(x-x_{i+1})}{(x_{i}-x_{i+1})}}\cdots {\frac {(x-x_{n})}{(x_{i}-x_{n})}}}

## Ukázka konstrukce interpolačního polynomu
Ukázka konstrukce interpolačního polynomu:

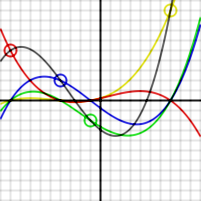
Příklad Lagrangeova polynomu (popis zde)

Obrázek vpravo ukazuje příklad konstrukce interpolačního polynomu {\displaystyle L_{3}(x)}. Známé body interpolované funkce {\displaystyle [x_{i},f(x_{i})]}, kde {\displaystyle i} nabývá celočíselných hodnot od 0 do 3, nazýváme řídící body (barevné kružnice na obrázku). Cílem interpolace je, aby výsledná funkce (polynom) {\displaystyle L_{3}(x)} procházela všemi řídícími body.
Pomocné polynomy {\displaystyle P_{i}(x)=f(x_{i})\ell _{i}(x)} (barevné křivky na obrázku) prochází svými příslušnými řídícími body a v ostatních řídících bodech {\displaystyle [x_{j},f(x_{j})],(j\neq i)} je jejich hodnota nulová. Lze je sestavit podle výše uvedených vzorců. Tedy:
{\displaystyle L_{3}(x)=f(x_{0}){\frac {(x-x_{1})}{(x_{0}-x_{1})}}{\frac {(x-x_{2})}{(x_{0}-x_{2})}}{\frac {(x-x_{3})}{(x_{0}-x_{3})}}+f(x_{1}){\frac {(x-x_{0})}{(x_{1}-x_{0})}}{\frac {(x-x_{2})}{(x_{1}-x_{2})}}{\frac {(x-x_{3})}{(x_{1}-x_{3})}}+}
{\displaystyle +f(x_{2}){\frac {(x-x_{0})}{(x_{2}-x_{0})}}{\frac {(x-x_{1})}{(x_{2}-x_{1})}}{\frac {(x-x_{3})}{(x_{2}-x_{3})}}+f(x_{3}){\frac {(x-x_{0})}{(x_{3}-x_{0})}}{\frac {(x-x_{1})}{(x_{3}-x_{1})}}{\frac {(x-x_{2})}{(x_{3}-x_{2})}}}
Součtem všech pomocných polynomů tak vzniká polynom procházející všemi řídícími body {\displaystyle L_{3}(x)} (černá křivka na obrázku).
U polynomů vyšších řádů je výše popsaný postup časově náročný. Proto se využívá rovnosti {\displaystyle L_{n}(x)=a_{0}+a_{1}x^{1}+\cdots +a_{n}x^{n}=\sum _{i=0}^{n}a_{i}x^{i}}, kde {\displaystyle L_{n}(x_{i})=f(x_{i})}, ke konstrukci matice {\displaystyle \Lambda } typu {\displaystyle n\times n}, jejíž řádky reprezentují lagrangeův polynom n-tého stupně vyčíslený v bodech {\displaystyle [x_{i},f(x_{i})]}. Vektor pravých stran je identickým se sloupcovým vektorem {\displaystyle {\vec {f}}(x_{i})}.
| {\displaystyle \Lambda ={\begin{pmatrix}a_{0}&a_{1}x_{0}&a_{2}x_{0}^{2}&\cdots &a_{n}x_{0}^{n}\\\vdots &\vdots &\vdots &\ddots &\vdots \\a_{0}&a_{1}x_{i}&a_{2}x_{i}^{2}&\cdots &a_{n}x_{i}^{n}\\\vdots &\vdots &\vdots &\ddots &\vdots \\a_{0}&a_{1}x_{n}&a_{2}x_{n}^{2}&\cdots &a_{n}x_{n}^{n}\\\end{pmatrix}}} | {\displaystyle ,{\vec {f}}(x_{i})={\begin{pmatrix}f(x_{0})\\\vdots \\f(x_{i})\\\vdots \\f(x_{n})\\\end{pmatrix}}} |

Neznámé konstanty {\displaystyle a_{0},a_{1},\cdots ,a_{n}} pak nalezneme některou z metod řešení matic (např. Gaussovou eliminační metodou, vynásobením inverzní matice {\displaystyle \Lambda ^{-1}} zprava vektorem pravých stran {\displaystyle {\vec {f}}(x_{i})}, apod.).